# Impatiens gongolana
Impatiens gongolana är en balsaminväxtart som beskrevs av N. Halle. Impatiens gongolana ingår i släktet balsaminer, och familjen balsaminväxter. Inga underarter finns listade i Catalogue of Life.